# El Adelantado de Segovia

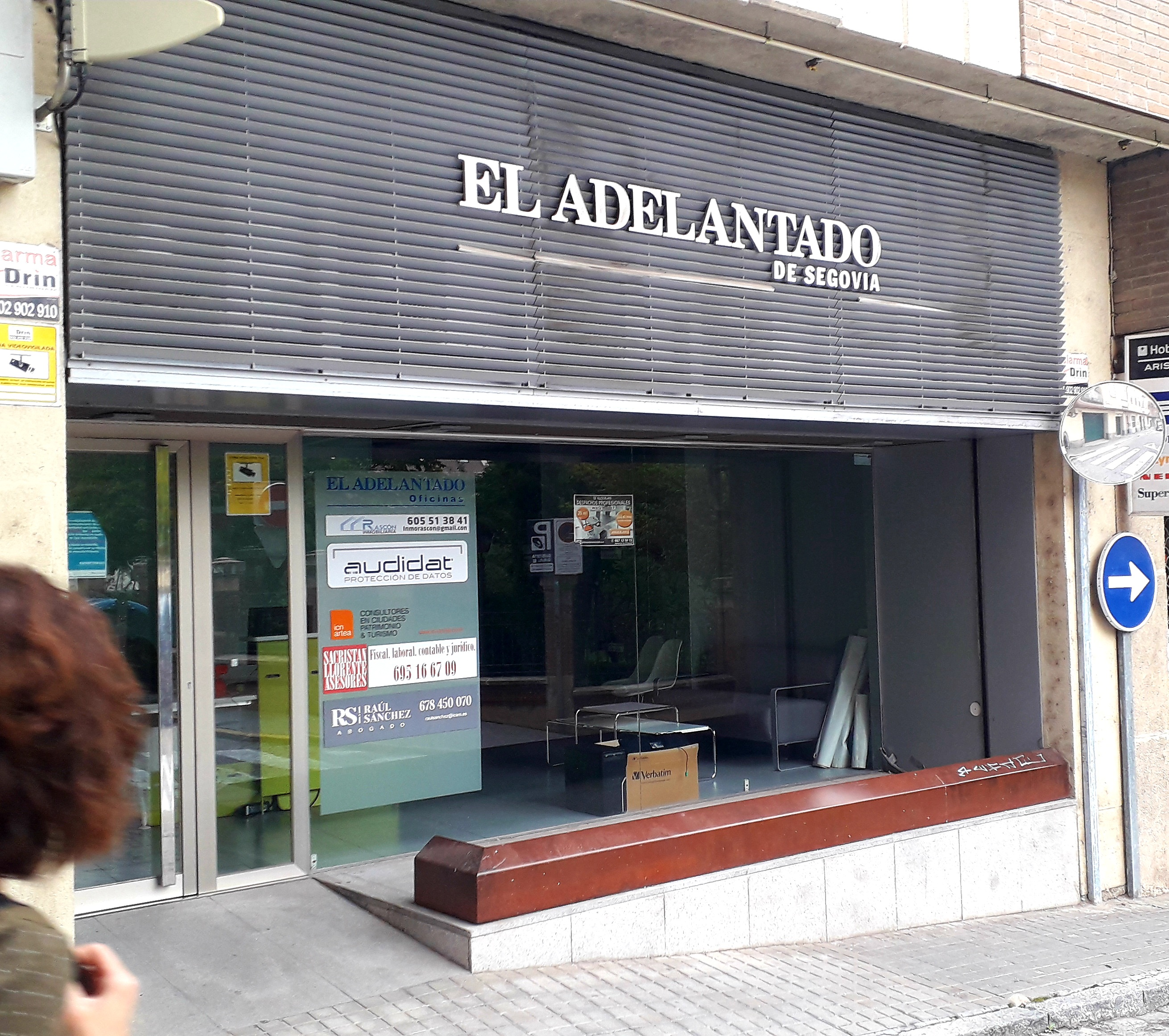
Headquarters of El Adelantado de Segovia

El Adelantado de Segovia és un diari espanyol editat a la ciutat de Segòvia. Es tracta del degà de la premsa de la província de Segòvia, i és el periòdic més difós d'aquesta província. En 1996 es va convertir en el primer periòdic de Castella i Lleó a disposar d'edició digital en internet. En l'actualitat forma part del grup Promecal.

## Història
L'any 1901 el polític Rufino Cano de Rueda va adquirir la capçalera del setmanari El Adelantado, fundat en 1880, i va continuar publicant el periòdic amb el mateix nom i amb periocidad setmanal fins al mes d'octubre del mateix any, que va passar a ser diari de la tarda. Després d'un intent de fusió en 1902 amb el Diario de Avisos de Segovia, el seu nom es va canviar a l'actual, convertint-se en una publicació de caràcter local per a la ciutat.
El diari, amb Rufino Cano de Rueda com a director-propietari d'aquest, va mantenir durant la Segona República una línia editorial catòlica, conservadora i monàrquica, pròxima a la CEDA. Abans de la Guerra civil van visitar les seves pàgines les signatures de personatges com Antonio Machado, Francisco Ayala o Mariano Quintanilla. I després de la contesa ho farien, entre d'altres, Dionisio Ridruejo, Francisco Otero, Miguel Delibes o Mario Vargas Llosa.
El 4 d'octubre de 2007, Correos y Telégrafos de España va emetre un segell postal corresponent a la sèrie Diaris Centenaris que reprodueix un exemplar del diari. En l'inici del segle xxi, una part majoritària de l'empresa continuava pertanyent a la família fundadora.